# 脱解王陵
脱解王陵（だっかいおうりょう、ハングル: 탈해왕릉〈ターレワンヌン〉）は、韓国、慶尚北道慶州市東川洞にある新羅第4代の王（尼師今〈にしきん〉）脱解（だっかい、ハングル: 탈해〈ターレ、タレ〉）の陵墓である。1969年8月27日、大韓民国指定史跡第174号に新羅脱解王陵（ハングル: 신라탈해왕릉）として指定された後、2011年7月28日に現在の指定名称である慶州脱解王陵（ハングル: 경주 탈해왕릉）に変更された。

## 概要
脱海王陵とされる墳墓は、高さ4.48メートル、直径14.36メートルの封土墳である。封土（盛土）以外に構成要素のない外観により、五陵と同様の形式に分類される。小金剛山（ハングル: 소금강산〈ソクムガンサン〉）の南麓に位置し、マツの林に囲まれる。

## 歴史
新羅第4代王の脱海（在位57-80年）は、新羅上代の王位に就く三姓（朴・昔・金）の昔（せき〈ソク〉）氏の始祖であり、昔氏の初代王である。脱解王は、史料によれば新羅初代の王（居西干）赫居世（かくきょせい 〈ヒョッコセ〉、在位前57-後4年）らと同じく卵より生まれたと伝えられる。
脱海王陵の比定については、『三国史記』に、王が薨去して金城の北壌井丘に葬ったとあることに基づき、金城が所在した城東洞殿廊跡や南古塁の地域より北の東川洞に位置するものとして、関連史料をもとに、20世紀初頭に唱えられたことに始まる。しかし、『三国遺事』によれば、疏川丘で水葬にして、後に骨を取り出して東岳に安置したとされ、また、後に脱海の啓示を受けた第30代文武王（在位661-681年）が、脱解の王陵を開けて骨を収拾し宮廷に安置すると、塑像を作り吐含山の頂上の脱解祠に奉安したとされる。